# Coenonympha dorus

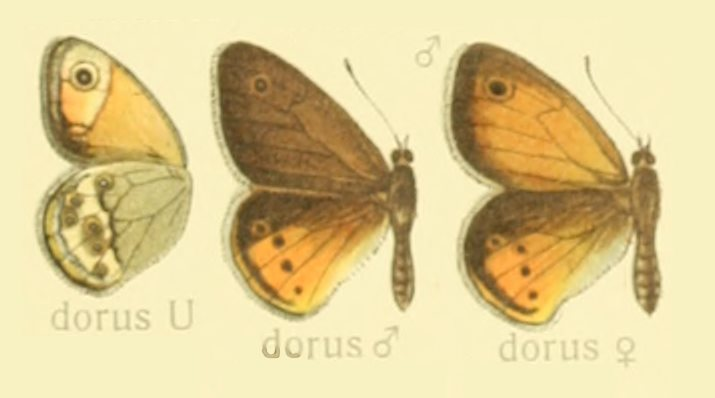
Coenonympha dorus aus Adalbert Seitz: Großschmetterlinge der Welt

Coenonympha dorus ist ein Schmetterling (Tagfalter) aus der Familie der Edelfalter (Nymphalidae), der in Nordwest-Afrika, Südwest-Europa und im mittleren Italien vorkommt. Das Artepitheton leitet sich von Dorus, dem Stammvater der Dorer ab.

## Beschreibung
Die Falter haben einen großen schwarzen Augenfleck (Ocelle) mit weißem Kern am Apex der Vorderflügelunterseite, manchmal auch in Form einer Acht mit zwei weißen Kernen. Auf der Oberseite ist der Fleck ungekernt. Auf der Hinterflügelunterseite verläuft eine unregelmäßige Reihe Ocellen in einer breiten cremefarbenen Diskalbinde, deren Ocellen der großen Ocelle auf dem Vorderflügel ähneln. An den Außenrändern verläuft eine dünne Bleilinie, die beim Vorderflügel nach hinten schwächer wird.
Das Männchen hat dunkelbraune Vorderflügel mit einem schwarzbraunen Saum, der Spuren von rostgelb haben kann. Die orangefarbenen Hinterflügel haben einen breiten, gut abgesetzten Vorderrand in der Farbe der Vorderflügel. Die schwarzen und ungekernten Ocellen auf der Hinterflügeloberseite der Ader M2 bis A1+2 bilden eine nach innen konvexe Linie im Gegensatz zur fast geraden Linie bei Coenonympha vaucheri. 
Bei der Form bieli Staudinger aus dem Norden Portugals und dem Nordwesten Spaniens sind die Männchen und Weibchen oberseits fast ganz dunkelbraun, so dass fast alles Rotgelb aus dem Diskus der Hinterflügel verschwunden ist. Die Ocellen auf der Hinterflügeloberseite sind nur angedeutet. Die Zeichnung der Unterseite hat weniger Kontrast, die Ocellen sind kleiner, die helle Binde ist schmäler und die Bleilinie ist ganz reduziert.
Die Form aquilonia Higgins aus dem mittleren Italien hat eine schmale, gelblich braune Binde in der Postdiskalregion und kleine Ocellen.
Große dunkle kreisrunde, orange umringte und ungekernte Ocellen auf der Oberseite im Apex der Vorderflügel hat die Form austauti Oberthür aus West-Algerien. Die weiße Binde der Hinterflügelunterseite tritt weit stärker hervor und ist geradliniger.

### Ähnliche Arten
- Coenonympha vaucheri
- Coenonympha fettigii

## Verbreitung
Coenonympha dorus kommt in Afrika vom Nordosten Marokkos bis in den Westen Algeriens vor. In Europa ist die Art auf der Iberischen Halbinsel, in Frankreich von den östlichen Pyrenäen bis Lozère, in den Hochalpen, den Seealpen in Frankreich und Italien und auf dem Apennin verbreitet.

## Lebensraum
Coenonympha dorus lebt oft zwischen Sträuchern an heißen, trockenen, grasigen und gebüschreichen Stellen wie Waldlichtungen, Felshängen und Schluchten.

## Lebensweise
Die Raupe von Coenonympha dorus ernährt sich von verschiedenen Straußgräser-Arten (Agrostis) und Schaf-Schwingel (Festuca ovina).

### Flugzeit
Coenonympha dorus fliegt in einer Generation im Jahr (univotil) von Anfang Juni bis Mitte August.

## Systematik
Die Formen bieli Staudinger, 1901 und aquilonia Higgins, 1968 werden von manchen Autoren als Unterarten betrachtet. Die Form austauti Oberthür 1881 wird von manchen Autoren als Unterart oder Art gesehen.  Coenonympha fettigii Oberthür, 1874 wird von manchen Autoren als Unterart von Coenonympha dorus betrachtet.